# Крольчатина
Крольча́тина — мясо кроликов при употреблении в пищу. Крольчатина имеет хорошие вкусовые и кулинарные свойства, легко усваивается и считается диетической. Мясо кроликов рекомендуется для людей, страдающих кардиологическими заболеваниями, гипертонией, ожирением, заболеваниями желудка, печени и кишечника, атеросклерозом и малокровием. Наиболее высокого качества крольчатину получают от так называемых «мясных» пород кроликов. Мясо диких кроликов, распространённых, например, в Одесской области и Крыму, употребляется в качестве дичи.
Мясо кроликов отличается от мяса других сельскохозяйственных животных по морфологическому и химическому составу. Имеет цвет от белого до розового, нежную консистенцию, тонкозернистое строение. Мышечные волокна крольчатины тоньше, соединительная ткань развита слабо. Жир у кроликов откладывается небольшими прослойками на холке и в области паха, что обусловливает мраморность мяса. В мясе кроликов много лецитина. По химическому составу крольчатина имеет повышенное количество влаги, достаточно высокое содержание белков (15—19 %) с преобладанием полноценных, низкое содержание жира (5—6 %), экстрактивных веществ, пуриновых оснований и холестерина.
Существует несколько способов приготовления кроликов, однако предпочтение отдаётся жарке и тушению. Для приготовления крольчатины можно воспользоваться сковородой и сотейником для жарки, тушения; для варки нужна стальная или эмалированная кастрюля, для запекания специальная форма. Время приготовления кролика разнится в зависимости от способа обработки (вымачивание 2—4 часа, маринование 2—16 часов) и способа непосредственно приготовления.
Мякоть с задней части тушки кролика идёт на приготовление фаршированных котлет и шашлыков. Переднюю часть тушки используют для тушения. Популярным рецептом является кролик, тушённый в сметане. Крольчатина перед термической обработкой требует вымачивания в течение двух часов в холодной воде с добавлением уксуса. В мальтийской кухне крольчатина имеет особое значение. Существует множество национальных блюд из мяса кроликов, особое место среди них занимает фенката (мальт. fenkata) — крольчатина, тушённая в красном вине с чесноком и овощами, так же называется и пикник, на котором готовят кролика.